# Langues oto-mangues
Les langues oto-mangues ou otomangues constituent une famille de langues amérindiennes. Toutes les langues oto-mangues existantes sont parlées au Mexique, bien que d'autres langues du groupe, actuellement éteintes, aient été parlées jusqu'au Nicaragua. 

## Répartition géographique
C'est dans l'État d'Oaxaca que l'on trouve actuellement le plus grand nombre de locuteurs oto-mangues : ensemble, les branches zapotèque et mixtèque du groupe sont parlées par près d'un million et demi de personnes. Au Mexique central, surtout dans les États de Mexico, d'Hidalgo et de Querétaro, on parle des langues de la branche oto-pame : ensemble, l'otomi et le mazahua, qui lui est apparenté, comptent plus de 500 000 locuteurs. Certaines langues oto-mangues sont menacées d'extinction, par exemple l'ixcatèque et le matlatzinca sont parlés chacun par moins de 250 personnes, âgées pour la plupart.

## Particularités
Si les langues oto-mangues ont coexisté depuis des millénaires avec les autres groupes de langues mésoaméricaines, elles s'en distinguent par différents traits. C'est le seul groupe en Amérique centrale qui fait partie des langues tonales.

## Classification interne
On trouvera dans l'article de Lyle Campbell « Comparative linguistics of mesoamerican languages today » une classification interne détaillée :
- Langues oto-mangues occidentales
  - Langues oto-pame-chinantèques
    - Langues oto-pames
      - Langues otomies
      - Mazahua[2]
      - Langues matlatzinca (en) (ocuiltec (ou tlahuica) et matlatzinca)
      - Langues pames
      - Chichimèque-jonaz

    - Langues chinantèques

  - Langues tlapanèques-mangues
    - Langues tlapanèques (en)
      - Tlapanèque
      - Subtiaba (en)

    - Langues chiapanèque-mangues (en)
      - Chiapanèque (en)
      - Chorotega (ou mangue)
- Langues oto-mangues orientales
  - Langues popolocane-zapotèques
    - Langues popolocanes
      - Langues mazatèques
      - Langues chochoanes
        - Chocho
        - Langues popolocas
        - Popoloca
        - Ixcatèque

    - Langues zapotèques
      - Langues chatino

  - Langues amuzgo-mixtèques
    - Amuzgo (en)
      - Amuzgo de Guerrero

    - Langues mixtécanes (en)
      - Langues mixtèques
        - Mixtèque de Coatzospan
        - Mixtèque de Tezoatlán

      - Cuicatèque
      - Langues triques